# Atletica leggera ai Giochi della XXII Olimpiade - Getto del peso femminile

Video della Finale

Il getto del peso ha fatto parte del programma femminile di atletica leggera ai Giochi della XXII Olimpiade. La competizione si è svolta il 24 luglio 1980 allo Stadio Lenin di Mosca.

## Presenze ed assenze delle campionesse in carica
| Competizione         | Atleta             | Prestazione | Mosca 1980   |
| -------------------- | ------------------ | ----------- | ------------ |
| Olimpiadi 1976       | Ivanka Hristova    | 21,16 m     | Rit. 1976    |
| Commonwealth 1978    | Gael Mulhall       | 17,31 m     | Presente     |
| Europei 1978         | Ilona Slupianek    | 21,41 m     | Presente     |
| Asiatici 1978        | Shen Lijuan        | 17,70 m     | Cina assente |
| Panamericani 1979    | María Elena Sarría | 18,81 m     | Presente     |
| Coppa del mondo 1979 | Ilona Slupianek    | 20,94 m     | Presente     |

1. ↑  La tedesca Est ha stabilito il primato mondiale nell'anno olimpico con 22,45 m.
2. ↑  Il gigante asiatico non partecipa ai Giochi dal 1952.

## La gara
Visto il basso numero di iscritte, solo quattordici, si disputa direttamente la finale.
Ilona Slupianek è la più forte pesista al mondo. Se mai qualcuno nutrisse dei dubbi, l'atleta della Germania Est s'incarica di fugarli immediatamente: al primo turno infila un lancio a 22,41, vicino al suo record mondiale, ed uccide subito la gara.
Dopo qualche minuto di annichilimento, alla terza prova la sovietica Kračevskaja scaglia il peso a 21,42 metri conquistando l'argento ad una distanza siderale dall'oro: 99 centimetri.

## Risultati

### Qualificazioni
Le atlete iscritte sono solo 14. Tutte vengono ammesse alla finale.

### Finale
Stadio Lenin di Mosca, giovedì 24 luglio.

Le migliori 8 classificate dopo i primi tre lanci accedono ai tre lanci di finale.
| Pos     | Atleta               | Paese            | 1ª prova | 2ª prova | 3ª prova | 4ª prova | 5ª prova | 6ª prova | Misura  | Note            |
| ------- | -------------------- | ---------------- | -------- | -------- | -------- | -------- | -------- | -------- | ------- | --------------- |
| Oro     | Ilona Slupianek      | Germania Est     | 22,41 m  | 21,81 m  | 21,42 m  | 21,60 m  | 22,00 m  | 21,85 m  | 22,41 m | Record olimpico |
| Argento | Svetlana Kračevskaja | Unione Sovietica | 20,00 m  | 20,67 m  | 21,42 m  | x        | 21,03 m  | x        | 21,42 m |                 |
| Bronzo  | Margitta Pufe        | Germania Est     | 21,20 m  | 21,07 m  | 20,42 m  | 20,72 m  | 20,05 m  | 20,36 m  | 21,20 m |                 |
| 4       | Nunu Abašidze        | Unione Sovietica | 20,74 m  | x        | x        | x        | 20,02 m  | 21,15 m  | 21,15 m |                 |
| 5       | Verzhinia Veselinova | Bulgaria         | 20,72 m  | 19,75 m  | 20,55 m  | 20,37 m  | x        | x        | 20,72 m |                 |
| 6       | Elena Stojanova      | Bulgaria         | 20,22 m  | 19,80 m  | 19,56 m  | 19,83 m  | 20,00 m  | 20,18 m  | 20,22 m |                 |
| 7       | Natalija Achrimenko  | Unione Sovietica | 19,64 m  | 19,63 m  | 19,74 m  | x        | x        | 19,28 m  | 19,74 m |                 |
| 8       | Ines Reichenbach     | Germania Est     | 19,19 m  | 19,66 m  | 19,49 m  | 19,03 m  | 19,65 m  | 19,63 m  | 19,66 m |                 |
| 9       | María Elena Sarría   | Cuba             | 19,20 m  | 19,37 m  | 18,91 m  |          |          |          | 19,37 m |                 |
| 10      | Zdena Bartoňová      | Cecoslovacchia   | 17,43 m  | 18,40 m  | x        |          |          |          | 18,40 m |                 |
| 11      | Ivanka Petrova       | Bulgaria         | 18,34 m  | x        | 18,28 m  |          |          |          | 18,34 m |                 |
| 12      | Gael Mulhall         | Australia        | 17,45 m  | x        | 18,00 m  |          |          |          | 18,00 m |                 |
| 13      | Angela Littlewood    | Regno Unito      | 16,14 m  | 16,35 m  | 17,53 m  |          |          |          | 17,53 m |                 |
| 14      | Cinzia Petrucci      | Italia           | 17,17 m  | 17,00 m  | 17,27 m  |          |          |          | 17,27 m |                 |

Legenda:
- X = Lancio nullo;
- RO = Record olimpico;
- RN = Record nazionale;
- RP = Record personale.